# سيسنا 180
سيسنا 180 (بالإنجليزية: Cessna 180)‏ هي طائرة خفيفة للمنافع، بأربعة أو ستة مقاعد. أنتجت في 1953 بالولايات المتحدة. من صناعة سيسنا. كان أول طيران لها في 1952. ومازالت في الخدمة حتى الآن. صنع منها 6,193 طائرة.